# Wilfred Minter
Wilfred Harry Minter (St Albans, Hertfordshire, 11 de fevereiro de 1898 — St Albans, Hertfordshire, 29 de dezembro de 1984) foi um futebolista britânico, que está no Guinness Book por conta de uma façanha no mínimo curiosa: jogador que mais fez gols em uma partida em que seu time perdeu. Na partida Dulwich Hamlet 8–7 St. Albans City FC, disputada no dia 22 de novembro de 1922 e válida pela Copa da Inglaterra daquele ano, Minter fez todos os 7 gols de sua equipe.
Ele é, até hoje, o artilheiro do St. Albans City FC, com 356 gols em 362 jogos. Em março de 2017, a torcida do St. Albans lançou um projeto para construir um busto em homenagem ao jogador.